# Nini
Nini (en rus: Нины) és un poble del krai de Stàvropol, a Rússia, que en el cens del 2010 tenia 4.121 habitants. Pertany al districte rural de Zelenokumsk.